# Pseudicius zabkai
Pseudicius zabkai là một loài nhện trong họ Salticidae.
Loài này thuộc chi Pseudicius. Pseudicius zabkai được Da-xiang Song & Zhu miêu tả năm 2001.